# شينيا ناكانو
شينيا ناكانو (باليابانية: 中野真矢؛ بالكانا: なかの しんや) هو متسابق دراجات نارية ياباني. نافس في سباقات بطولة العالم لفئة 500 سي سي ولفئة 250 سي سي ولفئة 50 سي سي. كما شارك في بطولة العالم للسوبربايك وبطولة العالم للموتو جي بي.

## روابط خارجية
- شينيا ناكانو على موقع MotoGP.com (الإنجليزية)
- شينيا ناكانو على موقع WorldSBK.com (الإنجليزية)